# The Youngbloods (album)
| Recensione | Giudizio |
| ---------- | -------- |
| AllMusic   | [ 1 ]    |

The Youngbloods è il primo album discografico del gruppo musicale The Youngbloods, pubblicato dalla casa discografica RCA Victor nel gennaio del 1967.
Nel 1969 la stessa RCA ripubblicò (con il codice LSP 3724) l'album, con copertina differente e il titolo Get Together The Youngbloods First Album.
Il singolo Grizzly Bear si piazzò al #52 della classifica Billboard Hot 100.

## Tracce
Lato A
1. Grizzly Bear – 2:20 (Jerry Corbitt)
2. All Over the World (La-La) – 3:14 (Jerry Corbitt)
3. Statesboro Blues – 2:18 (Blind Willie McTell)
4. Get Together – 4:39 (Chet Powers)
5. One Note Man – 2:24 (Paul Arnaldi)

Lato B
1. The Other Side of This Life – 2:28 (Fred Neil)
2. Tears Are Falling – 2:25 (Jesse Colin Young)
3. Four in the Morning – 2:51 (George Remaily)
4. Foolin' Around (The Waltz) – 2:50 (Jesse Colin Young)
5. Ain't That Lovin' You, Baby – 2:39 (Jimmy Reed)
6. C. C. Rider – 2:37 (Mississippi John Hurt)

- Brano A1, sul retrocopertina dell'album originale il titolo del brano riportato è Grizzely Bear

Edizione CD del 2014, pubblicato dalla Sony Records (SICP-30554)
1. Grizzly Bear – 2:21 (Jerry Corbitt) – Original Album Mono Version
2. All Over the World (La-La) – 3:15 (Jerry Corbitt) – Original Album Mono Version
3. Statesboro Blues – 2:20 (Blind Willie McTell) – Original Album Mono Version
4. Get Together – 4:39 (William Chester Powers, Jr.) – Original Album Mono Version
5. One Note Man – 2:24 (Paul Arnaldi) – Original Album Mono Version
6. The Other Side of This Life – 2:30 (Fred Neil) – Original Album Mono Version
7. Tears Are Falling – 2:26 (Jesse Colin Young) – Original Album Mono Version
8. Four in the Morning – 2:52 (George Remaily) – Original Album Mono Version
9. Foolin' Around (The Waltz) – 2:52 (Jesse Colin Young) – Original Album Mono Version
10. Ain't That Lovin' You, Baby – 2:40 (Jimmy Reed) – Original Album Mono Version
11. C.C. Rider – 2:36 (John Hurt) – Original Album Mono Version
12. Grizzly Bear – 2:21 (Jerry Corbitt) – Original Album Stereo Version
13. All Over the World (La-La) – 3:14 (Jerry Corbitt) – Original Album Stereo Version
14. Statesboro Blues – 2:18 (Blind Willie McTell) – Original Album Stereo Version
15. Get Together – 4:37 (William Chester Powers, Jr.) – Original Album Stereo Version
16. One Note Man – 2:24 (Paul Arnaldi) – Original Album Stereo Version
17. The Other Side of This Life – 2:28 (Fred Neil) – Original Album Stereo Version
18. Tears Are Falling – 2:27 (Jesse Colin Young) – Original Album Stereo Version
19. Four in the Morning – 2:51 (George Remaily) – Original Album Stereo Version
20. Foolin' Around (The Waltz) – 2:50 (Jesse Colin Young) – Original Album Stereo Version
21. Ain't That Lovin' You, Baby – 2:39 (Jimmy Reed) – Original Album Stereo Version
22. C.C. Rider – 2:37 (John Hurt) – Original Album Stereo Version
23. Get Togheter – 3:24 (William Chester Powers, Jr.) – Bonus Track - Promotional Single Version
24. Merry-Go-Round – 2:11 (Felix Pappalardi, G Collins) – Bonus Track
25. Se qualcuno mi dirà – 3:45 (William Chester Powers, Jr.) – Bonus Track - Get Together Italian Version
26. Qui con noi, tra di noi – 2:20 (Jerry Corbitt) – Bonus Track - Grizzly Bear Italian Version

## Formazione
- Jesse Colin Young - basso, voce solista, chitarra ritmica
- Lowell Banana Levinger - chitarra solista, pianoforte elettrico, chitarra pedal steel
- Jerry Corbitt - chitarra ritmica, armonica, accompagnamento vocale, cori
- Joe Bauer - batteria, percussioni

Musicista aggiunto
- George Ricci - violoncello (solo nel brano: Foolin' Around (The Waltz))

Note aggiuntive
- Felix Pappalardi - produttore
- Registrato al RCA Victor's Studio B di New York City, New York
- Bob Cullen - supervisore alle registrazioni
- Mike Moran, Mickey Crofford e Ray Hall - ingegneri delle registrazioni